# Kisbeszterce
Kisbeszterce là một thị trấn thuộc hạt Baranya, Hungary. Thị trấn này có diện tích 7,47 km², dân số năm 2010 là 78 người, mật độ 10 người/km².